# Tuna compostelana
«Tuna compostelana» es una canción española, a ritmo de pasacalle, popularizada por la Tuna universitaria.

## Descripción
Compuesta por Mariano Méndez Vigo, con letra de Dolores Martínez y Fernando García Morcillo, se publicó en 1958 por la cantante de boleros Juanita Cuenca. Incorporada al repertirio clásico de las agrupaciones musicales de la Universidad española, denominadas tunas, se ha convertido en uno de los exponentes más populares de su repertorio.